# Beleg van Gorinchem (1417)

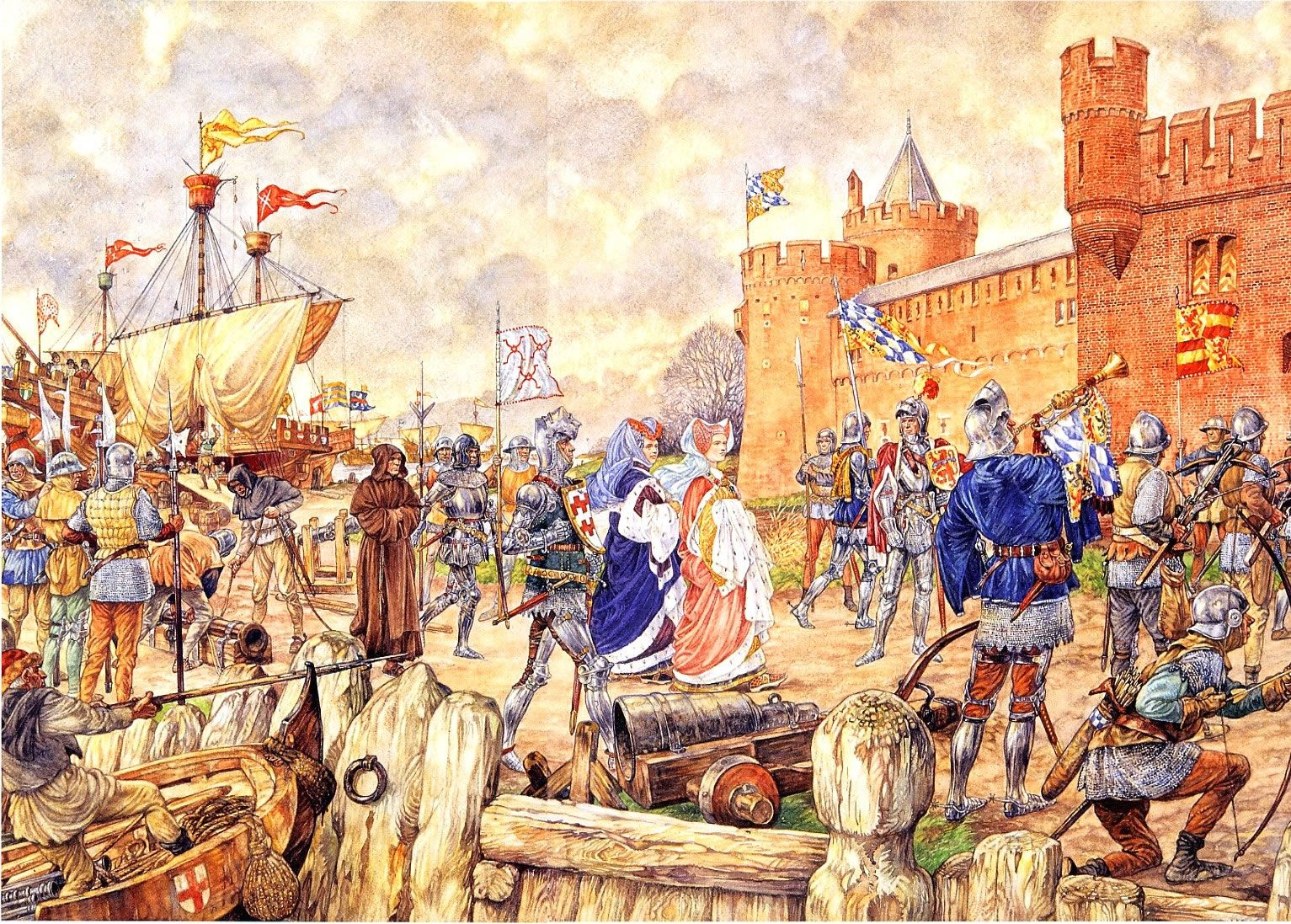
Jacoba van Beieren komt met haar moeder Margaretha van Bourgondië per boot aan in Gorinchem eind november 1417.

Het Beleg van Gorinchem of Gorkum (ook wel "Stadsgevecht van Gorkum") waarbij op 20 november 1417 de Inname plaats vond onder leiding van Willem van Arkel, Jan II van Arkel en hun Kabeljauwse aanhang. Op 24 november 1417 arriveerde stadhouder Walraven van Brederode en begon met het  beleg van de kasteel en westkant van de stad Gorinchem. Na een breuk van binnen het kasteel konden Hoekse troepen de stad binnen komen en volgde op 1 december (Sint Egiliusdag) 1417 een stadsgevecht.
Het beleg was onderdeel van de Hoekse en Kabeljauwse twisten .

## Achtergrond
Nadat de Arkelse Oorlogen (1401-1412) voorbij waren kwam de stad Gorinchem weer onder het graafschap Holland te staan. Als symbool werd de burcht aan de oostkant van de stad afgebroken; deze burcht behoorde tot de heren van Arkel. In het zuiden van de stad bouwde Willem VI van Holland een nieuw grafelijk slot. Jan V van Arkel had in 1412 de stad verlaten om een huurleger op de been te brengen, maar deze werd verslagen bij Vuren, Van Arkel werd gevangengenomen en sleet zijn leven in de gevangenissen van Gouda en Leerdam. Zijn enige zoon Willem van Arkel was naar Brabant gevlucht.
In 1417 overleed Willem VI van Holland, zijn enige erfgenaam Jacoba van Beieren benoemde hij tot gravin van Holland. De nog jonge Jacoba vond een enorme steun in Jan II van Montfoort, deze was op dat moment de leider onder de Hoekse beweging. Willem van Arkel vernam het nieuws over de dood van de graaf en dacht dat het de uitgelezen kans was om zijn goederen in Gorinchem op te eisen, hij werd daarbij gesteund door de Kabeljauwse beweging.

## Beleg
De stad Gorinchem stond in het najaar van 1417 onder bevel van Walraven I van Brederode, op dat moment stadhouder van Holland in naam van Jacoba van Beieren. Deze 8ste heer van Brederode was in 1402 ook al betrokken bij een beleg van Gorinchem en werd toen gevangengenomen en verbleef tot 1412 in de gevangenis van de stad met een korte ontsnapping in 1409 en een vrijlatingsperiode om losgeld voor zichzelf in te zamelen.
Willem van Arkel zou in de nacht van 20 of 21 november gearriveerd zijn aan de buitenpoorten van Gorinchem, hij zou circa 2500 Kabeljauwse medestanders bij zich hebben gehad, waaronder een honderdtal soldaten van de hertog van Gelre onder leiding van rentmeester Gijsbert Pieck, waaronder ook de edelmannen Otto van Buren, Willem van IJzendoorn en Jan II van Egmont zich bevonden. De Kabeljauwen wisten rondom Gorinchem enkele gebieden, waaronder Arkel en Vuren te veroveren en in de nacht van 20 november werd ook Gorinchem ingenomen met uitzondering van het grafelijk slot aan de zuidwestzijde van de stad (waar ruim 40 jaar later de Blauwe toren zou verrijzen). In de tussen periode van 21 november tot 1 december wist het kasteel van Gorinchem stand te houden met een bezetting van 20 a 25 Hoekse soldaten tegenover de Kabeljauwen die in de stad waren gekomen. Walraven van Brederode was op dat moment niet aanwezig en belegerde op zijn beurt de stadsmuren op 24 november. Op 1 december wisten hij en zijn soldaten de poorten te forceren en er volgde een hevig gevecht in de nauwe binnenstraatjes. Walraven werd getroffen door een pijl en stierf aan zijn verwondingen waarna Hubrecht van Culemborg de leiding op zich nam. Willem van Arkel werd belaagd in de Revetsteeg en met een slag van het zwaard om het leven gebracht. Uiteindelijk zegevierde de Hoekse beweging, waarbij de ridders Otto van Haaften en Otto van Vuren wegens hun verdiensten tot ridders werden geslagen.
Een andere versie vertelt dat bij het horen van de inname van Gorinchem, Er spoed overleg zou zijn geweest op het Binnenhof als ook op het kasteel van Gorinchem door Jacoba en haar moeder met diverse raadsleden en er werden brieven gestuurd naar Utrecht en Amersfoort voor krijgshulp. Jacoba ging vervolgens met haar moeder Margaretha van Bourgondië vanuit Delft langs Dordrecht met gestrekte banieren over de Merwede naar Gorinchem per boot. Daar aangekomen ging ze met haar gevolg het kasteel in, dit was nog niet veroverd door de Kabeljauwen. Ze liet door haar krijgsmannen een bres in de muur slaan om zo de stad in te kunnen komen. Toen de muur geslecht was, aanschouwde ze het strijdtoneel en het gevecht werd beslist in het voordeel van de aanhang van Jacoba van Beieren. Ze zag wel duizend lijken liggen waaronder die van jonkheer Willem van Arkel, zijn bastaardbroer Hendrik van Arkel en de jonkheer van Petersom.

### Jacoba en Willem van Arkel
Tijdens het beleg zou Jacoba van Beieren verbleven zijn in haar slot aan de zuidzijde van de stad, feitelijk is dit nooit helemaal bewezen; andere bronnen beweren dat ze Walraven van Brederode bijstond tijdens de her-inname van Gorinchem. Er wordt ook beweerd dat de twee (Jacoba en Willem) elkaar diverse keren ontmoet hebben om te onderhandelen over de overgave van het grafelijk slot en andere voorwaarden, "de Beke" sugereerd dat er tussen 20 november en 1 december wel met een Kabeljauwse afgevaardiging is gesproken in het kasteel van Gorkum. Algemeen wordt aangenomen dat de toen 16-jarige Jacoba het lijk van de omgebrachte Willem van Arkel onder ogen heeft gezien, dit vermeldt Abraham Kemp in zijn doorluchtige Heeren van Arkel, het enige wat Kemp wel suggereert in zijn boek is dat Jacoba niet onwillig stond tegen een huwelijksaanzoek van Van Arkel. Dit omdat Jacoba pas weduwe was geworden en het mogelijk niet zag zitten om met haar neef Jan IV van Brabant te moeten trouwen. Het is toneelschrijver Johannes van Paffenrode die in 1662 een liefdestreurspel schrijft over een romance tussen Jacoba en Willem, Jacoba zou boven zijn zielloze lichaam gesmeekt hebben om zijn leven en er haar tranen de vrije loop hebben gelaten, ook al waren ze van diverse partijen. De heer Pelletier noemt het treurspel een vergelijking met Romeo en Julia, maar wel die van de Lage landen.

## Nasleep
Jacoba huwde in de maand mei in 1418 met haar neef Jan IV van Brabant, met dispensatie van de paus. De Kabeljauwse beweging vond een nieuwe bondgenoot in Jan VI van Beieren die aanspraak maakte op de titels van zijn nicht Jacoba en mede gesteund werd door Keizer Sigismund. Hierdoor laaiden de twisten rond familie en partijen weer op, en werd de strijd vervolgd met het Beleg van Dordrecht (1418).